# Лемешани
Лемешани (словац. Lemešany) — село, громада в окрузі Пряшів, Пряшівський край, східна Словаччина. Кадастрова площа громади — 9,19 км².
Розташоване в Кошицькій улоговині в долині річки Ториса.
Перша згадка 1289 року.

## Культурні пам'ятки
- римо—католицький костел з 1635 року в стилі пізнього ренесансу, перебудований у 1873 році в стилі неокласицизму,
- садиба з 1787 року, перебудована в 1800 році та на початку 20 століття,
- палац-садиба з початку другої половини 18 століття, перебудована в кінці 19 століття,
- палац-садиба з початку 19 століття в стилі псевдокласицизму.

## Населення
| Рік:            | 1994. | 2004.   | 2014.   | 2024.   |
| --------------- | ----- | ------- | ------- | ------- |
| Кількість осіб: | 1669  | 1781    | 1882    | 2046    |
| Різниця:        |       | +6,71 % | +5,67 % | +8,71 % |

| Рік:            | 2023. | 2024.   |
| --------------- | ----- | ------- |
| Кількість осіб: | 2043  | 2046    |
| Різниця:        |       | +0,14 % |

У селі проживає 1 934 осіб.